# Packard DeLuxe Eight
Der Packard DeLuxe Eight bezeichnet eine Serie von Achtzylinder-Automobilen, die die Packard Motor Car Company in Detroit in den Modelljahren 1929 bis 1932 fertigte. Im Jahre 1948 lebte das Modell als Weiterentwicklung des Clipper Eight wieder auf wurde bis 1950 weitergebaut. 1951 folgte die Ablösung durch den Packard 200.

## 1929–1932

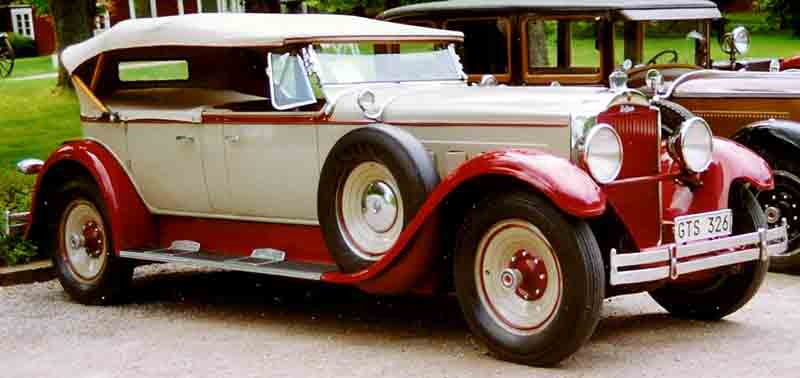
Packard DeLuxe Eight Dual Cowl Phaeton (1929)

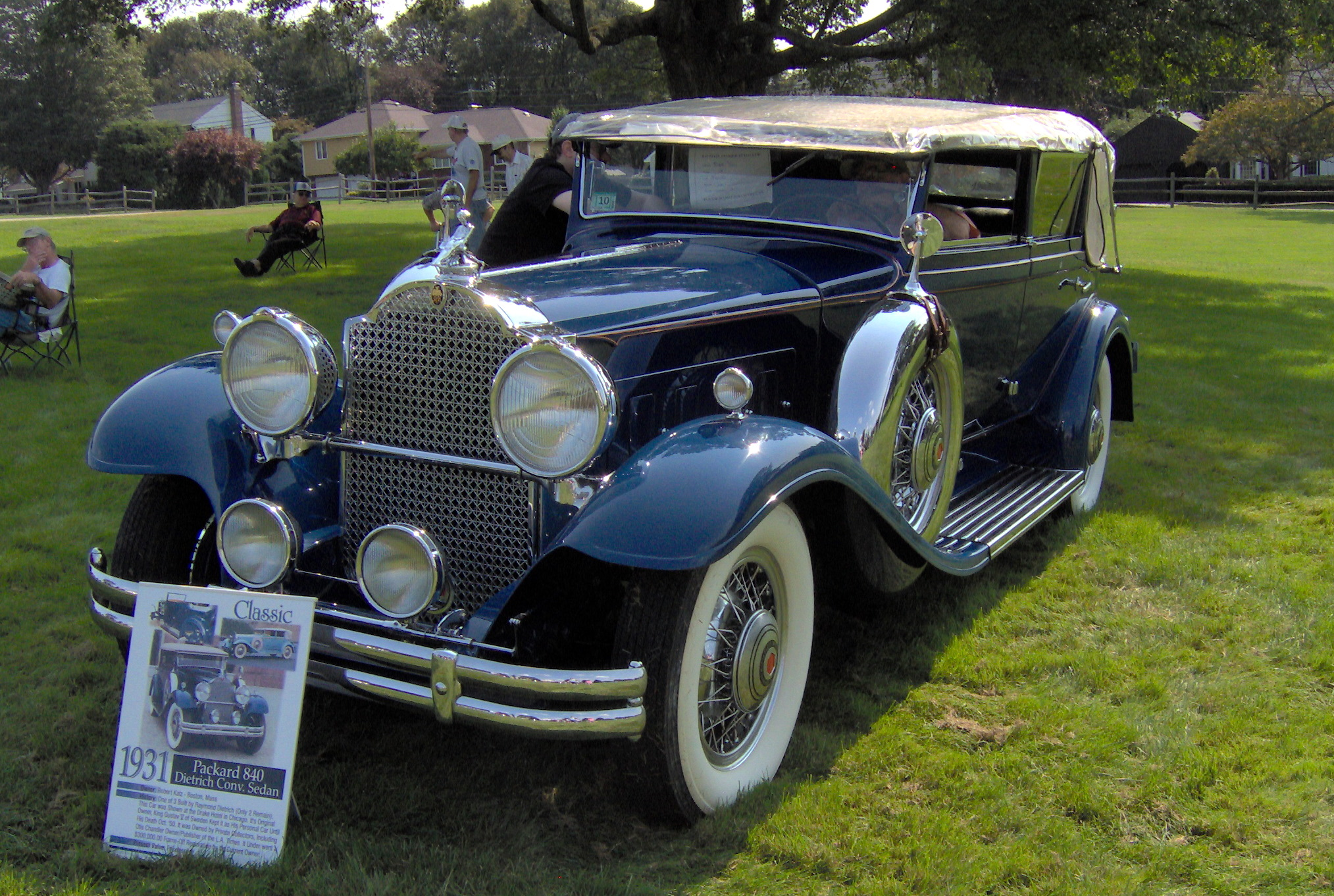
Packard DeLuxe Eight Limousinencabriolet von Dietrich (1931)

Das bis 1927 gebaute Modell Eight wurde 1928 in die Modellreihen Custom Eight und Standard Eight aufgespaltet. 1929 wurde ein Custom Eight mit langem Radstand unter dem Namen DeLuxe Eight herausgebracht.
Der DeLuxe Eight  hatte, wie sein kürzeres Pendant, einen Reihenachtzylindermotor mit seitlich stehenden Ventilen, 6306 cm³ Hubraum (Bohrung × Hub = 88,9 mm × 127 mm) und einer Leistung von 105 bhp (77 kW) bei 3.200/min. Über eine Zweischeibenkupplung wurde die Motorkraft an ein teilsynchronisiertes, manuelles Dreiganggetriebe und dann an die Hinterräder weitergeleitet. Die mechanischen Bremsen wirkten auf alle vier Räder.
Es gab nur ein einziges Fahrgestell mit 3696 mm Radstand, das mit unterschiedlichsten geschlossenen und offenen Aufbauten für 2–7 Passagiere versehen werden konnte.
Im Folgejahr erhielt der DeLuxe Eight ein neues Vierganggetriebe und Fenster aus bruchsicherem Mehrlagen-Sicherheitsglas.
1931 erhielt der Motor eine Leistungsspritze durch geänderte Ventile und Ansaugrohre. Er leistete nun 120 bhp (88 kW).
Im Modelljahr 1932 verlängerte man die Radstände um 2″ auf 3619 mm/3747 mm. Durch Anhebung der Verdichtung erreichte der Motor bei unverändertem Hubraum 135 bhp (99 kW).
1933 wurde aus dem DeLuxe Eight wieder der Packard Eight. In den drei Jahren von 1929 bis 1930 waren 16.001 DeLuxe Eight entstanden. 1931 / 1932 entstanden 2.735 DeLuxe Eight (Die Zahlen enthalten dabei auch das Modell Individual Custom Eight).

## 1948–1950

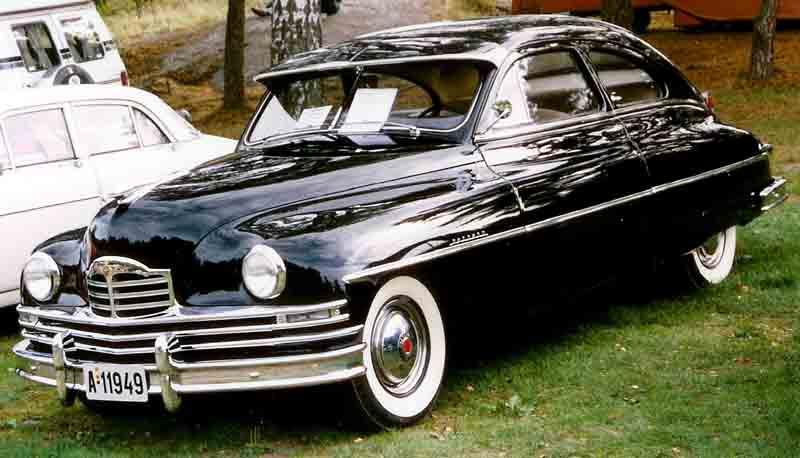
Packard DeLuxe Eight Club-Limousine 2 Türen (1949)

1948 wurde der Packard Clipper Eight überarbeitet und in Packard Standard Eight, bzw. Packard DeLuxe Eight, umbenannt.
Der Wagen hatte immer noch einen Reihenachtzylindermotor mit seitlich stehenden Ventilen, nun aber mit 4719 cm³ Hubraum (Bohrung × Hub = 88,9 mm × 95,25 mm) und einer Leistung von 130 bhp (95,6 kW) bei 3600/min.
Es gab nur ein Fahrgestell mit 3048 mm Radstand. Als Aufbau waren eine 2- oder 4-türige Limousine mit jeweils 6 Sitzplätzen verfügbar.
1949 wurden die Fahrzeuge stilistisch etwas überarbeitet und mit einem größeren Rückfenster versehen. Ab November 1949 gab es ein 3-stufiges Automatikgetriebe („Ultramatic“).
1950 legte der Motor in der Leistung noch einmal 5 bhp zu und leistete nun 135 bhp (99 kW).
1951 ersetzte der neue Packard 200 dieses Modell. 1948 entstanden  75.228 Custom Eight, 1949 / 1950 waren es zusammen mit dem Schwestermodell Standard Eight 89.639 Stück.